# Blumeodendron tokbrai
Blumeodendron tokbrai är en törelväxtart som först beskrevs av Carl Ludwig von Blume, och fick sitt nu gällande namn av Wilhelm Sulpiz Kurz. Blumeodendron tokbrai ingår i släktet Blumeodendron och familjen törelväxter.

## Underarter
Arten delas in i följande underarter:
- B. t. borneense
- B. t. tokbrai